# Hørsholm Midtpunkt
Hørsholm Midtpunkt, i daglig tale og blandt lokalbefolkningen benævnt Midtpunkt, er et indkøbscenter i den nordsjællandske by Hørsholm ca. 25 km nord for København. Centret er det næststørste i denne landsdel – kun overgået af Lyngby Storcenter. Hørsholm Midtpunkt har 65 overdækkede butikker og spisesteder i to plan og er beliggende som et naturligt midtpunkt i Hørsholm Bymidte for enden af byens gågade. Der er et parkeringshus i fire dæk, en parkeringskælder og busforbindelser til centret fra blandt andet Kokkedal Station. Hørsholm Midtpunkt og gågaden har sammenlagt 112 butikker og ca. 950 p-pladser (gratis parkering i 2 timer).
Hørsholm Midtpunkt åbnede i 1972 og var da et af Danmarks første overdækkede indkøbscentre. I 1996 renoveredes centret gennemgribende, parkeringshuset tilføjedes, og et nyt butiksareal på 1. sal med spisesteder, grønttorv og butiksarkade med ovenlyspyramider indviedes.